# The Sims 3: Cztery pory roku
The Sims 3: Cztery pory roku (ang. The Sims 3: Seasons) – ósmy dodatek do gry komputerowej The Sims 3 przeznaczony na platformy Windows oraz Macintosh. Dodatek koncentruje się na porach roku i pogodzie. Premiera dodatku odbyła się 13 listopada 2012.

## Rozgrywka
Dodatek ma zawierać cykliczny system pór roku (wiąże się z tym wprowadzenie opadów), jak również różne festiwale odbywające się w miasteczkach oraz możliwość wystawiania przez Simów własnych stoisk. Pory roku mają wpływ na życie Simów. Wiosną mogą oni szukać jaj wielkanocnych w parku, jeździć na wrotkach po przeznaczonym do tego miejscu czy grać w piłkę nożną. Latem jest ryzyko doznania oparzenia słonecznego po dość długim opalaniu się i siedzeniu na słońcu. Jesienią młode Simy uczestniczą w święcie Halloween oraz bawią się liśćmi. Natomiast zimą każdy Sim może uprawiać snowboard oraz bawić się w rzucanie śnieżkami; niekiedy duża zaspa staje się powodem do odwołania zajęć szkolnych.
W dodatku pojawiają się kosmici, którzy tak jak w The Sims 2 mogą przybyć na Ziemię i porwać Sima, ale również mają możliwość pozostania w sąsiedztwie i zawarcia kontaktów z Simami.

## Edycja limitowana
Edycję limitowaną gry można zamówić jedynie w przedsprzedaży w internecie. Zawiera ekskluzywny klub lodowy.